# Noah Aghas
Noah Aghas (* 31. Januar 1996 in Kassel) ist ein deutscher Basketballspieler.

## Laufbahn
Aghas, Sohn einer deutschen Mutter und eines nigerianischen Vaters, kam im hessischen Kassel zur Welt, im Laufe seiner Kindheit zog er mit seiner Mutter nach Überlingen. Seine Vereinsbasketballkarriere begann mit 14 Jahren beim BC Überlingen, in der Altersstufe U18 spielte er zusätzlich für die Mannschaft des TV Konstanz.
Ab der Saison 2013/14 besuchte Aghas das Basketball-Internat an der Urspringschule und bekam in der Spielzeit 2014/15 erste Einsätze für die Spielgemeinschaft Ehingen/Urspring in der 2. Bundesliga ProA. Nach dem Abstieg in die ProB gewann er mit der Mannschaft 2016 den Meistertitel in der dritthöchsten deutschen Spielklasse und kehrte folglich in die ProA zurück. Er spielte zudem für die TuS Urspringschule in der 2. Regionalliga. 2017 verließ er Ehingen/Urspring, ab der Saison 2018/19 lief er für TSG Söflingen in der 2. Regionalliga auf. Er spielte bis 2021 in Söflingen.